# 茨城県立水戸商業高等学校
茨城県立水戸商業高等学校（いばらきけんりつ みとしょうぎょうこうとうがっこう）は、茨城県水戸市新荘三丁目に所在する公立の商業高等学校。通称「水商」（すいしょう）。

## 概要
1902年（明治35年）に茨城県立商業学校として開校した学校で、茨城県内の公立の商業学校としては湊町立湊商業学校（後の那珂湊第一高等学校）に次いで設立された。
初代校長は大友泰一朗。1904年4月6日落成の旧水戸商業高校本館玄関部分（国登録文化財）が同窓会館として保存されている。1904年4月20日、現在の地に移転。
部活動が非常に盛んである。硬式野球部は、春夏合わせて15回の甲子園出場を誇り、1999年春（第71回）では準優勝の実績もある高校野球の古豪である。2001年春（第73回）出場以来、甲子園から遠ざかっていたが、2008年春（第80回）にて7年ぶりの出場を果たした。
サッカーでは、1979年の全国高等学校総合体育大会サッカー競技大会優勝、1983年準優勝、1979年の第58回全国高等学校サッカー選手権大会ベスト4などの成績を収めている。
本校は茨城県内の高等学校で唯一、国家資格の基本情報技術者試験（FE）の午前科目免除制度の認定校に選ばれている。

## 設置学科
- 商業科
- 情報ビジネス科
- 国際ビジネス科

## 制服
男子は黒の詰襟学生服（右襟に校章・左襟学年章，ボタンは校章入り）にズボン。 ソックスは白・紺・黒。夏は白無地のワイシャツを着用。
女子は華紺サージの上着（ダブル2つ釦）、ベスト（シングル3つ釦）、スカート（箱ひだ8本）と白無地（ショールカラー）の襟付き前開きブラウスに青いリボン型ネクタイを結ぶ。校章は台座付き胸章式。夏はベスト、スカートを着用。
靴下について、色は白・黒・紺。女子は夏・冬服の時を問わず、オーバーニーハイソックスをはく人もいるが、それ以外に黒のストッキングやタイツをはくこともできるし、薄手の生地の靴下をはくこともできる。

## 著名な出身者
- 砂押邦信 - 野球指導者
- 豊田泰光 - プロ野球選手
- 加倉井実 - プロ野球選手
- 篠田勇 - プロ野球選手
- 大久保博元 - プロ野球選手、タレント
- 井川慶[8] - プロ野球選手
- 長峰昌司 - プロ野球選手
- 石井藤吉郎 - 野球選手・指導者
- 岡田広 - 参議院議員、元水戸市長
- 長谷川浩嗣 - 元日清製粉グループ本社社長
- 渡辺裕之 - 俳優
- 大金広弥 - プロバスケットボール選手
- 宮嶋駿介 - バスフィッシィングプロ
- 金澤崇文 - 元サッカー選手
- 園部勉 - 元サッカー選手

## 野いばら館
野いばら館（明治37年完成の旧水戸商業高校本館玄関部分／現同窓会館で1996年に国登録文化財）。1902年（明治35年）創立の水戸商業高等学校のシンボルとなっている建物。年に1回毎年11月の約1週間公開されているので、その期間に予め学校に連絡すれば見学可能。外観だけなら道路から見ることができる。

### 施設概要
- 文化財分類：登録有形文化財（建造物）[3]
- 竣工：1904年（明治37年）
- 登録年月日：1996年（平成8年）12月20日
- 構造及び形式等：木造平屋建、銅板葺、建築面積350m2
- 設計：駒杵勤治（茨城県技師）

- 施工：大倉土木